# The 9/11 Commission Report
Pour plus de détails, voir Fiche technique et Distribution.
The 9/11 Commission Report (en français : Le rapport de la Commission sur le 11 septembre 2001) est un film américain produit par The Asylum, sorti en 2006. Il a été écrit et réalisé par Leigh Scott, et il est sorti en juin 2006. Le film met en vedette Rhett Giles.

## Distribution
- Rhett Giles : Mike
- Jeff Denton : Jack
- Eliza Swenson : Rosalind
- Sarah Lieving : Valérie
- Marat Glazer : Yousef

## Accueil

### Réception critique
Film Monthly a déclaré que le film « a de la qualité, et à la pelle. Le rapport de la Commission sur le 11/9 est une pièce étonnamment intelligente de dramatisation historique. » Film Threat a déclaré : « Dans l’ensemble, Le rapport de la Commission sur le 11/9 est un affichage saisissant, captivant et finalement effrayant des événements entourant et menant à la plus grande catastrophe non naturelle de l’histoire des États-Unis. »